# 비의 냄새
비의 냄새(일본어: 雨の匂い)는 히구치 유스케가 쓴 추리 소설 중 하나다. 이 소설의 주인공은 오무라 슈이치고 주인공인 슈이치의 아버지는 토모카즈, 이혼해서 각자 떨어져 살고 있는 히사코, 슈이치의 할아버지 칸지 이렇게 슈이치의 가족이다.

## 줄거리
비가 오는 날 주인공인 무라오 슈이치는 좋아하는 여자가 살고 있는 맨션에 간다. 하지만 그 여자는 슈이치를 외면하고 다른 남자와 함께 어디론가 가버리고, 슈이치는 낙담을 하게 된다. 한참동안 그러고 난 후 코우엔 지역 근처에 있는 병원으로 향한다. 슈이치가 병원으로 간 이유는 아버지인 토모카즈의 간호를 하러 간 것이다. 슈이치의 아버지는 슈이치의 비에 젖은 모습을 보고 넋두리를 늘어놓는다. 그리고 슈이치는 매고 있던 가방을 내려놓은 후 그 가방에 세탁할 옷을 넣는다. 그리고 세탁한 것 옷을 꺼내서 장에 넣어둔다. 아버지와 이야기를 더한 후, 1층으로 내려온다. 내려 오는 도중 슈이치의 엄마인 히사코를 만난다. 히사코는 보험금 이야기를 꺼내고 그 보험금의 일부를 빌려달라고 한다. 하지만 슈이치는 아버지에게 말하지 않으면 안 준다는 말에 히사코가 슈이치에게 뭐라 하자 약간의 말싸움을 한다. 그리고 어떻게든 정리가 되어 겨우 집으로 향하게 된다. 하지만 집에 가기 전에 블랙하우스라는 곳에 들린다. 거기 점장인 시마는 슈이치에게 세계를 여행하면서 느낌 점을 이야기해준다. 그 후 묘한 냄새를 들어오면서 여자가 들어온다. 그리고 그 여자는 시마를 쳐다본다. 블랙하우스 점원인 키네코와 아이도 모르는 사람… 슈이치는 두 점원과 이야기를 하면서 술을 마셨다. 그리고 집에 돌아와서 다음날 슈이치의 할아버지인 칸지의 아침을 준비한다. 칸지는 몇 년 전 일을 하다 사다리에서 떨어져서 침대 생활을 하고 있다. 그리고 아침때 스즈키 하츠라는 동네 아주머니가 콩이 든 비닐봉지를 들고 와서 콩을 주고 칸지가 있는 방에 들어갔다 나온다. 그동안 슈이치는 집안일을 한다. 그리고 스즈키 하츠가 칸지방에서 나온 후 슈이치를 이야기를 하다 슈이치에게 칸지가 했던 페인트칠을 이어받으라는 부탁을 받는데….